# Cylisticus pontremolensis
Cylisticus pontremolensis är en kräftdjursart som beskrevs av Karl Wilhelm Verhoeff 1936. Cylisticus pontremolensis ingår i släktet Cylisticus och familjen Cylisticidae. Inga underarter finns listade i Catalogue of Life.